# Хазелбах (Алтенбург)
Хазелбах (њем. Haselbach) општина је у њемачкој савезној држави Тирингија. Једно је од 40 општинских средишта округа Алтенбургер Ланд. Према процјени из 2010. у општини је живјело 870 становника. Посједује регионалну шифру (AGS) 16077015.

## Географски и демографски подаци
Хазелбах се налази у савезној држави Тирингија у округу Алтенбургер Ланд. Општина се налази на надморској висини од 155 метара. Површина општине износи 2,8 km². У самом мјесту је, према процјени из 2010. године, живјело 870 становника. Просјечна густина становништва износи 316 становника/km².